# Sana Na N’Hada

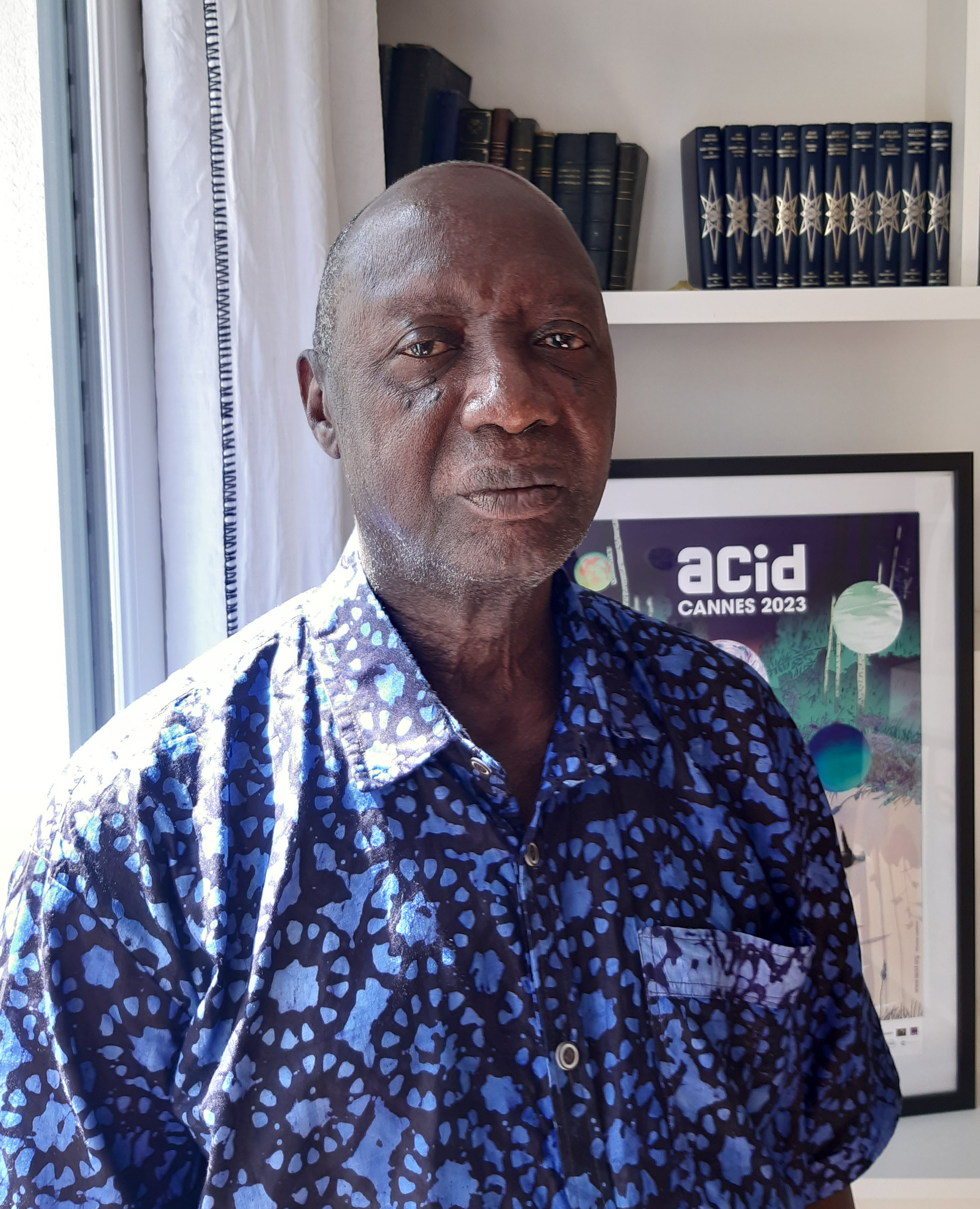
Sana Na N’Hada (2023)

Sana Na N’Hada (geb. 1950 in Enxalé) ist ein guinea-bissauischer Filmregisseur und einer der bedeutendsten Kulturschaffenden seines Landes. Er gilt zusammen mit Flora Gomes als Vorreiter des heimischen Kinos und ist sowohl für Dokumentar- als auch Spielfilme bekannt, die entscheidend zur filmischen Archivierung der Geschichte von Guinea-Bissau beitragen.

## Leben
Sana Na N’Hada wurde 1950 im überwiegend von Balanta bewohnten Dorf Enxalé nahe des Geba-Flusses geboren. Gegen den Willen seines Vaters besuchte er eine von Franziskanern geführte Grundschule für „Indigene“, wo seine Lehrer aktiv in der aufkommenden Befreiungsbewegung waren. In den 1960er-Jahren schloss er sich für fünf Jahre den Guerillakämpfern an und arbeitete als medizinischer Assistent. Im Alter von 17 Jahren wurde er von Amílcar Cabral nach Kuba geschickt, um die Oberschule abzuschließen und Film zu studieren, zusammen mit drei anderen jungen Leuten, darunter Flora Gomes. Dort begann seine filmische Ausbildung.

## Wirken
Durch seine Dokumentar- und Spielfilme schuf Sana Na N’Hada ein bedeutendes audiovisuelles Archiv, welches die späte Kolonialzeit und die frühe Postkolonialzeit in Guinea-Bissau umfasst. Seine Arbeiten sind bedeutsam für das Verständnis der Entwicklung seines Landes als Nation. Seine Filme thematisieren die Erinnerung an den Kolonialismus, die Herausforderungen der Postkolonialität und die Konflikte zwischen Tradition und Moderne.
Während des Befreiungskrieges filmte Sana Na N’Hada an der Front im Norden und Osten des Landes und dokumentierte so den Kampf, der Guinea-Bissau die Unabhängigkeit von Portugal brachte. Er drehte die ersten Aufnahmen von Amílcar Cabral im September 1972. Nach der Unabhängigkeit gründete er 1978 gemeinsam mit Mário Pinto de Andrade das Nationale Filminstitut von Guinea-Bissau und leitete es bis 1989.
Sein erster Dokumentarfilm war O Regresso de Amílcar Cabral (Die Rückkehr von Amílcar Cabral) aus dem Jahr 1976, welcher die Rückkehr des ermordeten Führers der Befreiungsbewegung nach Guinea-Bissau zeigt. 1994 veröffentlichte er mit Xime seinen ersten Spielfilm, der bei den Internationalen Filmfestspielen von Cannes 1994 im Wettbewerb lief.
Im Jahr 2005 folgte der Dokumentarfilm Bissau d’Isabel, welcher das Leben einer Krankenschwester in Bissau und die Herausforderungen des postkolonialen Guinea-Bissau beleuchtet. 2013 erschien sein Spielfilm Kadjike (Heiliger Wald), welcher die Geschichte der Bewohner des Bijagós-Archipels erzählt, die in Harmonie mit ihren Traditionen und der Natur leben, bis Drogenschmuggler ihre heiligen Inseln besetzen. Der Film appelliert an den Schutz des natürlichen Erbes trotz der Kraft der Traditionen.
2023 veröffentlichte er den Film Nome, in dem er die Geschichte von Nome, einem jungen Mann, der während und nach dem Unabhängigkeitskrieg Karriere macht. Der Film verwebt Originalaufnahmen aus dem Kampf um die Unabhängigkeit mit mystischen Sequenzen. Es stellt einen Versuch dar, sowohl die Kämpfer für die Freiheit von den Kolonisatoren zu würdigen als auch die Versuchungen von Korruption und Egoismus zu thematisieren.
Sana Na N’Hada arbeitete auch als Assistent von Flora Gomes bei den Filmen Mortu Nega (1988) und Po di Sangui (1996) und arbeitete gemeinsam mit Chris Marker an dessen Film Sans Soleil (1982).

## Filmografie
- 1976: O Regresso de Amílcar Cabral (Dokumentarfilm)
- 1994: Xime
- 2005: Bissau d’Isabel (Dokumentarfilm)
- 2013: Kadjike (Heiliger Wald)
- 2023: Nome